# Lidbölessjön
Lidbölessjön är en sjö i Örnsköldsviks kommun i Ångermanland och ingår i Idbyåns huvudavrinningsområde. Sjön är 11 meter djup, har en yta på 0,1 kvadratkilometer och är belägen 194,1 meter över havet.

## Delavrinningsområde
Lidbölessjön ingår i det delavrinningsområde (704011-164221) som SMHI kallar för Utloppet av Lidbölessjön. Medelhöjden är 206 meter över havet och ytan är 0,39 kvadratkilometer. Räknas de 3 avrinningsområdena uppströms in blir den ackumulerade arean 11,01 kvadratkilometer. Kakubölesån som avvattnar avrinningsområdet har biflödesordning 2, vilket innebär att vattnet flödar genom totalt 2 vattendrag innan det når havet efter 26 kilometer. Avrinningsområdet består mestadels av skog (73 procent). Avrinningsområdet har 0,1 kvadratkilometer vattenytor vilket ger det en sjöprocent på 24,7 procent.